# Revista Andes
La Revista Andes, conocida también como Andes. Antropología e Historia, es una publicación académica semestral editada por el Instituto de Investigaciones en Ciencias Sociales y Humanidades de la Universidad Nacional de Salta y el Consejo Nacional de Investigaciones Científicas y Técnicas (CONICET).

## Objetivos e historia
Esta revista comenzó a ser publicada en el año 1990 por el impulso del arqueólogo Guillermo Madrazo, que fue quien la dirigió desde sus inicios hasta 1996. Entre los años 1997 y 2014 la directora fue Sara Emilia Mata, y desde entonces hasta el 2022, Telma Chaile.
Esta revista tiene como objetivos promover y difundir investigaciones y resultados de trabajos de investigación de académicos y académicas de argentina y del extranjero sobre temáticas de los campos de la antropología y la historia de América Latina; aunque también puede recibir aportes de otras disciplinas afines de las Ciencias Sociales.
Hasta fines de 2021 se han publicado 32 volúmenes. Si bien la revista no ha dejado de publicarse en ningún momento, en los primeros años tuvo una periodicidad irregular, editando en algunos años, como 1991 y 1995 dos números en dichos años. Entre 1996 y 2008 salía un número anual, y desde 2009 mantiene la periodicidad semestral.

## Indexación
La revista Andes está indizada en las siguientes bases de datos: Portal SciELO, Latindex, RedAlyc, Handbook of Latin American Studies Online, Pro Quest, DOAJ (Directory of Open Access Journals), CLASE, Núcleo Básico de Revistas Científicas Argentinas (CAICyT, CONICET).